# John Bell Hood
John Bell Hood (ur. 1 lub 29 czerwca 1831, zm. 30 sierpnia 1879) – konfederacki generał z okresu wojny secesyjnej. Zyskał sobie reputację odważnego i brawurowego, a czasem wręcz lekkomyślnego dowódcy. Był jednym z najlepszych wodzów brygad i dywizji, jednakże okazał się wybitnie nieefektywny jako głowa większych formacji, co udowodnił dowodząc armią Tennessee podczas kampanii atlanckiej oraz kampanii Franklin-Nashville.

## Życiorys
Hood urodził się w Owingsville, w stanie Kentucky, jako syn doktora Johna W. Hooda oraz Theodosii French. Był kuzynem przyszłego konfederackiego generała Gustavusa Smitha oraz siostrzeńcem członka Izby Reprezentantów Richarda Frencha. To właśnie French postarał się o przyjęcie młodzika do akademii wojskowej w West Point, mimo niechęci ojca. Hood ukończył nauki w 1853 roku jako 44 z klasy liczącej najpierw 96, a później 52 kadetów. W ostatnim roku ledwo uniknął wyrzucenia za liczne ekscesy i przewinienia. Mimo średnich wyników na West Point w 1860 uzyskał nominację na głównego instruktora kawalerii, jednak odmówił jej, chcąc pozostać w służbie aktywnej w obliczu nadchodzącej wojny. Podczas studiów i później, już w armii, był znany jako „Sam”. Na jego roku znajdowali się przyszli generałowie unii, James McPherson, John Schofield, zaś lekcji w dziedzinie artylerii udzielał mu George Thomas.
Hood został mianowany podporucznikiem 4 Regimentu Piechoty; służył w Kalifornii, by później zostać przeniesionym do 2 Regimentu Kawalerii w Teksasie, gdzie jego przełożonymi byli pułkownik Albert Johnston oraz podpułkownik Robert E. Lee. Pod Devil’s River, podczas patrolu z Fortu Mason, Hood odniósł swoją pierwszą z wielu ran – strzała Komanczów przeszyła mu lewą dłoń.

### Wojna secesyjna

#### Brygada i dywizja
Hood zrezygnował ze służby w armii USA bezpośrednio po wydarzeniach pod Fortem Sumter, a zniechęcony neutralnością rodzimego Kentucky postanowił przejść na służbę Teksasu. Dołączył do armii Konfederacji jako kapitan kawalerii; już 30 września 1861 został mianowany pułkownikiem 4 Regimentu Teksańskiej Piechoty.
3 marca 1862 roku awansował na generała brygady – zaledwie półtora tygodnia wcześniej, 20 lutego, przyznano mu dowództwo brygady armii Potomaku, która od tamtego momentu nosiła miano Teksańskiej Brygady Hooda. Dowodząc nią podczas kampanii półwyspowej, jako częścią armii Północnej Wirginii, zyskał reputację agresywnego wodza, nie stroniącego od wiedzenia swoich ludzi do boju osobiście. Pod Gaines’ Mill 27 czerwca wyróżnił się prowadząc szarżę przełamującą szyki wojsk federalnych. Ten manewr okazał się najskuteczniejszym podczas siedmiu dni bitew. Hood uniknął obrażeń, mimo że wszyscy inni oficerowie brygady zostali ranni lub zabici.
W uznaniu sukcesów podczas walk na półwyspie Wirginia, przyznana mu została dywizja w I Korpusie gen. dyw. Jamesa Longstreeta, którą poprowadził podczas kampanii w północnej Wirginii. Ponownie zaskarbił sobie uznanie przełożonych wiodąc zmasowany atak na lewą flankę sił generała Johna Pope’a podczas II bitwy nad Bull Run, która prawie starła z ziemi wojska federalne. W czasie pościgu za wrogiem Hood wdał się w kłótnię ze starszym oficerem o kwestię zdobytych ambulansów. Longstreet aresztował Hooda i zmusił do wystąpienia z armii, jednakże dzięki interwencji Roberta E. Lee nie doszło do tego. Podczas kampanii Marylandzkiej Hood nadal znajdował się w pozornym areszcie na tyłach linii – jego oddziały domagały się obecności wodza, skandując „Dajcie nam Hooda!”, co zmusiło Roberta E. Lee do przywrócenia go do służby, mimo iż odmówił przeproszenia za swoje zachowanie.
Nad Antietam dywizja Hooda przyszła z odsieczą korpusowi Stonewalla Jacksona, który był pod takim wrażeniem postawy Hooda, iż zarekomendował go do natychmiastowego awansu na generała dywizji, co nastąpiło 10 października 1862.
Pod Fredericksburgiem dywizja Hooda nie zaznała wiele walki. Na wiosnę roku 1863 zaś, przegapiła wielką wiktorię pod Chancellorsville, gdyż większa część korpusu Longstreeta znajdowała się w Suffolk.

#### Gettysburg
Pod Gettysburgiem siły Longstreeta dotarły 1 lipca 1863 spóźnione. Generał Lee planował atak na następny dzień, chcąc posłać korpus Longstreeta na północny wschód, wzdłuż Emmitsburg Road, celem zaatakowania lewej flanki Unii. Hood był niezadowolony z tego zadania – jego ludzie musieliby pokonać nierówny teren wokół wzgórza zwanego Devil’s Den. Poprosił zatem Longstreeta o przeniesienie na lewą flankę, by móc uderzyć przez wzgórze Big Round Top na tyły unionistów. Przełożony odmówił, pomimo powtarzających się protestów Hooda, powołując się na rozkazy gen. Lee. 2 lipca o 16:00 dywizja Hooda rozpoczęła marsz, jednakże różne czynniki zmusiły ją do zboczenia na wschód, z dala od wyznaczonego kursu, natrafiając ostatecznie na siły północy skoncentrowane na Little Round Top. Tuż przed rozpoczęciem ataku, Hood został powalony wybuchem pocisku artyleryjskiego, który uszkodził lewą rękę i odebrał mu przytomność. Evander Law, generał jednej z brygad przejął dowodzenie, z mizernym, jednakże skutkiem, znacznie osłabiając potencjał armii konfederackiej.
Hood odzyskiwał siły w Richmond, gdzie uczynił niezapomniane wrażenie na damach. W sierpniu 1863 roku, znana pamiętnikarka Mary Boykin Chesnut napisała o nim:

Kiedy przybył Hood ze swoją smutną twarzą Don Kichota, twarzą starego krzyżowca, który wierzył w swoją sprawę, swój krzyż, swoją koronę, nie byłyśmy przygotowane na tak piękny ideał dzikiego Teksańczyka. Jest wysoki, szczupły i nieśmiały; ma niebieskie oczy i jasne włosy; pokaźną, miodową brodę, zakrywającą dolną część twarzy – jego postać niesie wrażenie jakiejś nieporadnej siły. Ktoś powiedział, iż jego wielka rewerencja i rezerwa przejawiają się tylko w towarzystwie dam. Major [Charles S.] Venable dodał, iż często słyszał o świetle bitwy błyskającym w jego oczach. Widział je raz – kiedy przekazywał Hoodowi rozkazy generała Lee [...]. Tegoż srogiego światła w oczach Hooda nigdy nie zapomnę.

#### Chickamauga
W tym czasie, na zachodnim teatrze walk konfederaci pod wodzą Braxtona Bragga nie radzili sobie z unijną nawałą. Lee wysłał korpus Longstreeta do Tennessee; Hood dołączył do swoich ludzi 1 września. Pod Chickamaugą Hood poprowadził atak Longstreeta, wykorzystując przerwę w liniach federalnych, doprowadzając do pokonania armii Cumberlandu gen. dyw. Williama Rosecransa. Został ponownie ranny, na tyle niefortunnie, iż amputowano mu nogę 10 cm poniżej biodra. Jego stan był na tyle poważny, że chirurg posłał uciętą nogę wraz z jej byłym właścicielem, podejrzewając rychły pogrzeb. Za okazane pod Chichamaugą męstwo, Longstreet rekomendował 20 września Hooda do awansu na generała broni.
Podczas kolejnej rekonwalescencji w Richmond tej samej jesieni, Hood poznał konfederackiego prezydenta Jeffersona Davisa, który później chętnie go promował.

#### Głównodowodzący armii Tennessee

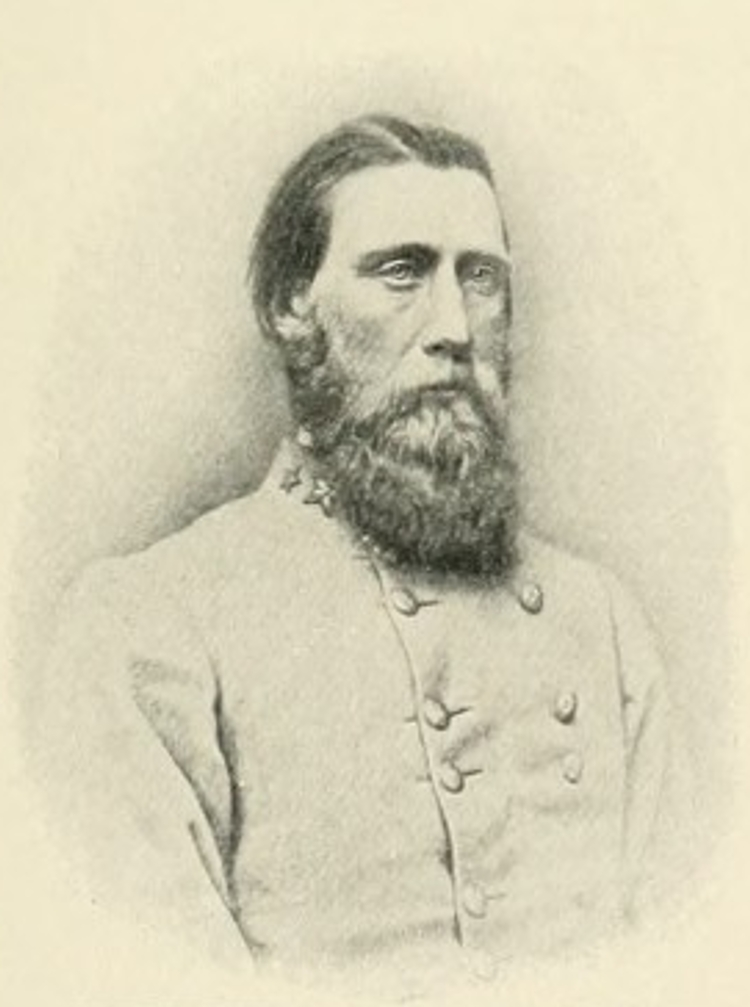
Generał John Bell Hood

Wiosną 1864 roku konfederacka armia Tennessee gen. Josepha Johnstona była zaangażowana w podjazdową kampanię przeciwko generałowi Williamowi Shermanowi, który spychał południowców po starciu pod Chattanoogą w kierunku Atlanty. Hood, wraz z podwładnymi Johnstona, Joem Wheelerem, Williamem Hardee’em oraz AP Stewartem słał do Richmond krytyczne listy opisujące działania dowódcy. 17 lipca 1864, tuż przed starciem nad Peachtree Creek Jefferson Davis, niezadowolony ze strategii ciągłych uników, miast agresywnych natarć (jak w kampanii półwyspowej z 1862) stracił cierpliwość do Johnstona i odwołał go ze stanowiska. Hood został 18 lipca tymczasowo mianowany pełnym generałem, otrzymując dowództwo armii stacjonującej pod Atlantą. W wieku 33 lat, Hood był najmłodszym oficerem po obu stronach konfliktu komenderującym całą armią. Robert E. Lee miał mieszane uczucia, czemu dał wyraz odpisując na list Davisa, w którym nazwał Hooda „dzielnym wojownikiem, bardzo zaradnym na polu bitwy, nierozważnym poza nim”; nie był w stanie określić, czy Hood posiadał umiejętności potrzebne do dowodzenia armią w polu.
Hood dowodził armią podczas pozostałej części kampanii atlanckiej, przeprowadzając zmasowane, agresywne ataki, z których słynął. Tamtego lata wykonał cztery ofensywy, jednakże nie zdołał przełamać Shermanowskiego oblężenia Atlanty. 2 września 1864, poniósłszy znaczne straty wycofał się z miasta, paląc jak najwięcej zapasów i instalacji wojskowych po drodze.
Podczas gdy Sherman przegrupowywał wojska pod miastem, szykując się do marszu ku morzu, Hood i Davis obmyślali strategię, jak go pokonać. Zamierzali uderzyć na linie komunikacyjne północy pomiędzy Chattanoogą a Atlantą, przejść się przez Alabamę w kierunku centralnego Tennessee i Kentucky, następnie przez przełęcz Cumberland, by przyjść w sukurs oblężonemu w Petersburgu Robertowi Lee. Sherman nie chciał jednak kooperować. Miast ścigać uchodzące siły Hooda całą armią, posłał gen. dyw. George’a Thomasa do Tennessee, celem przygotowania na uderzenie Hooda, sam zaś ruszył z większością wojsk w kierunku Savannah.
     Konfederaci
     Unioniści

Mapa Kampanii Franklin-Nashville
Konfederaci
Unioniści

Kampania Franklin-Nashville Hooda trwała od września do grudnia 1864 – w jej ramach armia odbyła siedem bitew i pokonała setki mil. Hood próbował schwytać większą część armii Ohio gen. dyw. Johna Schofielda pod Spring Hill, zanim ta zdołałaby połączyć się z siłami Thomasa w Nashville, jednakże błędy w dowodzeniu i nieporozumienia pozwoliły Schofieldowi przejść nocą wobec sił konfederatów. Następnego dnia pod Franklin Hood posłał swoich ludzi przez dwie mile odkrytego terenu bez wsparcia artylerii, chcąc jeszcze raz spróbować pokonać Schofielda, zanim dotrze do Nashville. Jego oddziałom nie udało się tego dokonać podczas frontalnej szarży zwanej czasem „zachodnią Szarżą Picketta”. Hood później pisał, iż „nigdy wcześniej oddziały nie walczyły tak dzielnie”. Historyk Wiley Sword, zażarty krytyk Hooda, pisał, iż są „dowody na niezadowolenie Hooda wczorajszym fiaskiem [pod Spring Hill], który prawdopodobnie sugerował [...] swoim oficerom, że jest zaniepokojony ich brakiem woli i męstwa na polu walki. [...] Atak pod Franlin miał być lekcją korekcyjną, pokazującą jakiej postawy życzy sobie ich przełożony.” Oficerowie, których można obarczyć winą za Spring Hill brali mężny udział podczas frontalnego ataku na fortyfikacje. Jednakże inni historycy, w tym ekspert od bitwy pod Franklin, Eric Jacobson (autor „For Cause and For Country: The Affair at Spring Hill and the Battle of Franklin”) twierdzi, że nie ma żadnych dowodów na takie, a nie inne ustawienie wojsk i przeprowadzenie ataku, poza oczywistymi przesłankami taktycznymi i strategicznymi. Wycieńczona armia południa nie zdołała jednak powstrzymać marszu unionistów.
Nie chcąc porzucać pierwotnego planu, Hood obległ stolicę Tennessee daleko słabszymi siłami – oblężenie przetrwało do początków srogiej zimy. Dwa tygodnie później George Thomas całkowicie pobił go pod Nashville, podczas której to bitwy padła większa część armii Tennessee. Później została ona sformowana na nowo przez Josepha Johnstona w Karolinie Północnej, celem odparcia ataków Shermana.
U skraju wojny Davis rozkazał Hoodowi udać się do Teksasu, by sformować nową armię. Jednakże, zanim udało mu się tam dotrzeć, generał Edmund Kirby Smith poddał Teksas, zaś Hood poddał się w Natchez, gdzie został ułaskawiony 31 maja 1865.

### Kariera powojenna
Po wojnie Hood przeniósł się do Luizjany, gdzie został brokerem bawełnianym, a później działał jako prezes towarzystwa ubezpieczeniowego Life Association of America. W 1868 ożenił się z Anną Marie Hennen, z którą miał jedenaścioro dzieci, w tym trzy pary bliźniaków. Brał udział we wszelakich przedsięwzięciach filantropijnych – zbierał fundusze dla sierot, wdów i rannych żołnierzy. Towarzystwo ubezpieczeniowe zaprzestało działalności wraz ze śmiercią właściciela podczas epidemii żółtej febry z lat 1878-79. Hood zmarł raptem parę dni po żonie i najstarszym z dzieci, pozostawiając dziesięcioro sierot, które zostały adoptowane przez rodziny z Luizjany, Mississippi, Georgii, Kentucky oraz Nowego Jorku.

## In memoriam
John Bell Hood został pochowany w grobowcu rodzinnym Hennenów na Metairie Cemetery. Jego imię noszą teksańskie hrabstwo Hood oraz Fort Hood.
Wiersz Stephena Benéta Army of Northern Virginia zawiera następujący fragment:
Żółtowłosy Hood, o wielu ranach i pustym rękawie,
Prowadząc swoich Teksańczyków, jak wikiński woj,
Zajadle i bez polotu, jak berserkerski miecz,
Wszystko z lwa, nic z lisa.

## W mediach
W filmach Generałowie oraz Gettysburg rolę Hooda gra Patrick Gorman, mężczyzna znacznie starszy niż liczący wówczas 32 lata generał.